# Thea Sharrock
Thea Sharrock (Londra, 1976) è una regista e direttrice artistica britannica.

## Biografia
Figlia di due giornalisti, trascorre l'infanzia in Kenya per poi tornare nella sua città natale. All'età di 9 anni si avvicina alla recitazione, passione che prosegue nel corso della sua crescita. Dopo la laurea si trasferisce a Johannesburg per ricoprire il ruolo di assistente al Market Theatre, teatro in quegli anni conosciuto per il tentativo di integrazione razziale contrario all'apartheid. Rientra nel Regno Unito dove ricopre il ruolo di assistente al Royal National Theatre.
Dal 2000 i suoi primi successi lavorativi, con la vittoria del "James Menzies Kitchin Trust Award". Nel 2001, quando a 24 anni è diventata direttore artistico del Southwark Playhouse di Londra, è diventata la più giovane direttrice artistica del teatro britannico. 
Dopo aver lavorato per molto tempo in campo artistico teatrale ha diretto Tom Hiddleston nel ruolo di Enrico V d'Inghilterra in un episodio del 2012 nella miniserie televisiva britannica The Hollow Crown di cui è stata anche sceneggiatrice. 
Nel 2016 debutta con il suo primo lungometraggio Io prima di te, tratto dall'omonimo romanzo di Jojo Moyes con protagonisti Emilia Clarke e Sam Claflin.
Il 24 marzo 2017 Sharrock ha avviato le trattative per dirigere e produrre il film L'unico e insuperabile Ivan dopo che Mike Newell  ha lasciato il progetto. Basata sul omonimo romanzo per bambini del 2012 di K. A. Applegate, ispirato alla storia vera del Gorilla Ivan.
Nel 2023 ha diretto Cattiverie a domicilio, incentrato sulle lettere oscene inviate ai cittadini di Littlehampton negli anni 20.

## Vita privata
Sharrock è sposata con il direttore di produzione del National Theatre Paul Handley dal quale ha due figli.

## Filmografia parziale

### Regista

#### Cinema
- Io prima di te (Me Before You) (2016)
- L'unico e insuperabile Ivan (The One and Only Ivan) (2020)
- Cattiverie a domicilio (Wicked Little Letters) (2023)
- The Beautiful Game (2024)

#### Televisione
- The Hollow Crown – miniserie TV, 1 episodio (2012)
- L'amore e la vita - Call the Midwife – serie TV, 2 episodi (2013-2014)
- Britannia – serie TV, 1 episodio (2021)

### Produttrice
- L'unico e insuperabile Ivan (The One and Only Ivan) (2020)

### Sceneggiatrice
- The Hollow Crown – miniserie TV, 1 episodio (2012)

## Teatro grafia (parziale)

### Regista
- Top Girls, Battersea Arts Centre (2000)
- The Sleeper's Den, Southwark Playhouse (2001)
- Trip's Cinch, Southwark Playhouse (2002)
- Mongoose, Southwark Playhouse (2003)
- The Fight For Barbra, Theatre Royal, Bath(2003)
- A Doll's House, Southwark Playhouse (2003)
- Dom Juan, Theatre Royal, Bath (2004)
- Blithe Spirit, Savoy Theatre (2004)
- Tejas Verdes, Gate Theatre, Londra (2005)
- Private Lives, Theatre Royal, Bath (2005)
- The Emperor Jones, Gate Theatre, Londra (2005)
- Comedy, LAMDA (2006)
- A Voyage Round My Father, Donmar Warehouse (2006)
- The Chairs, Gate Theatre, Londra (2006)
- Equus, Gielgud Theatre (2007)
- Heroes, Geffen Playhouse (2007)
- Happy Now?, National Theatre (2008)
- The Misanthrope, Harold Pinter Theatre (2009-2010)
- As You Like It, Shakespeare's Globe Theatre (2010)

### Produttrice
- Cloud Nine, Almeida Theatre (2007)